# Loding
Loding (mundartl.: Loding(à)) ist ein Ortsteil der Gemeinde Tyrlaching im oberbayerischen Landkreis Altötting.

## Lage
Die Einöde Loding liegt etwa zwei Kilometer südöstlich von Tyrlaching.

## Geschichte
Der Name der Einöde geht auf einen altdeutschen Personennamen zurück und bezeichnet den Ort bei den Leuten des Lodo.
Loding war Ortsteil der Gemeinde Kay (Landkreis Traunstein). Bei deren Auflösung kam der Ort am 1. Mai 1978 zur Gemeinde Tyrlaching. 